# Dominio de Kurume

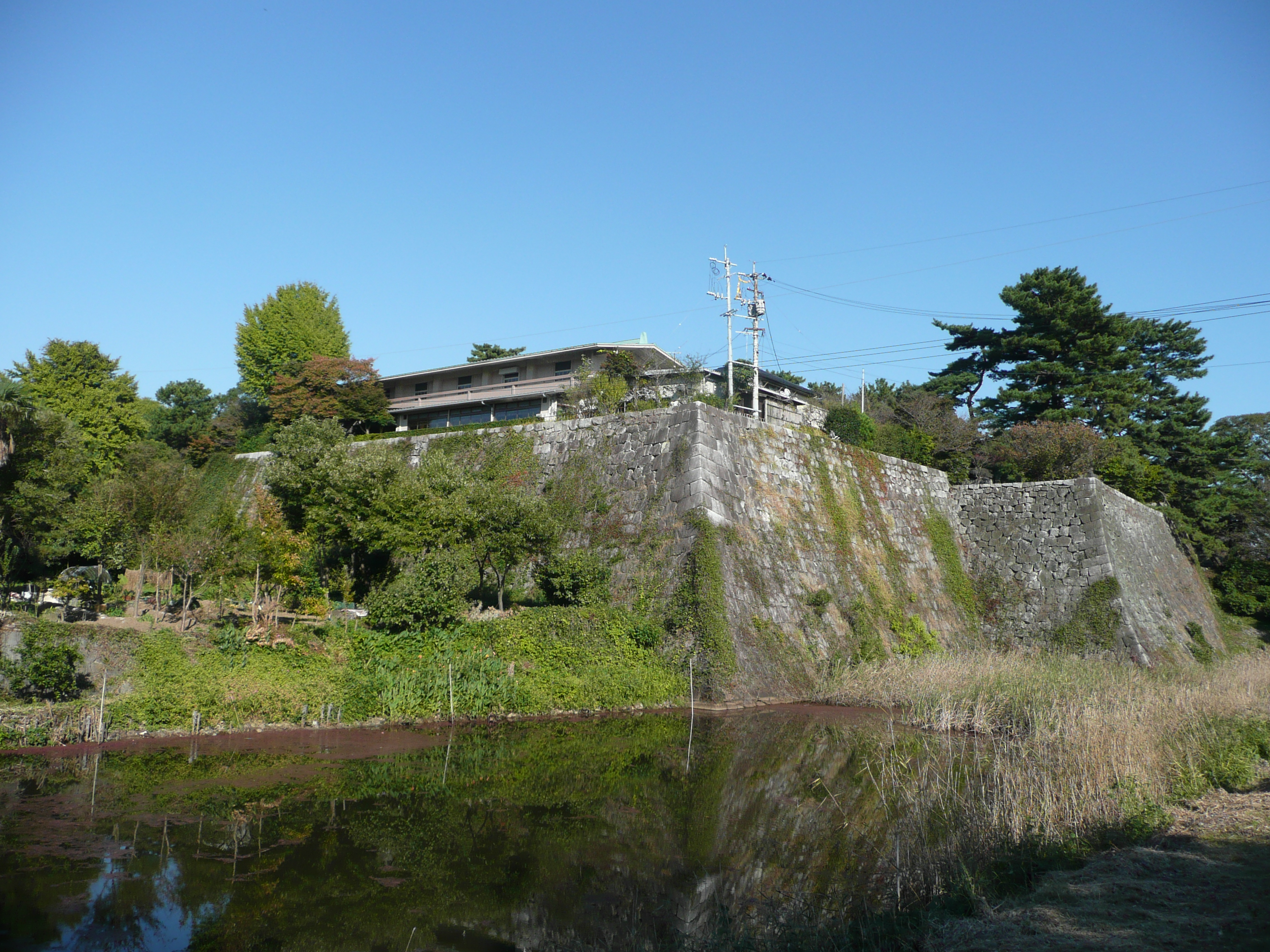
Ruinas del Castillo de Kurume (4 de noviembre de 2010).

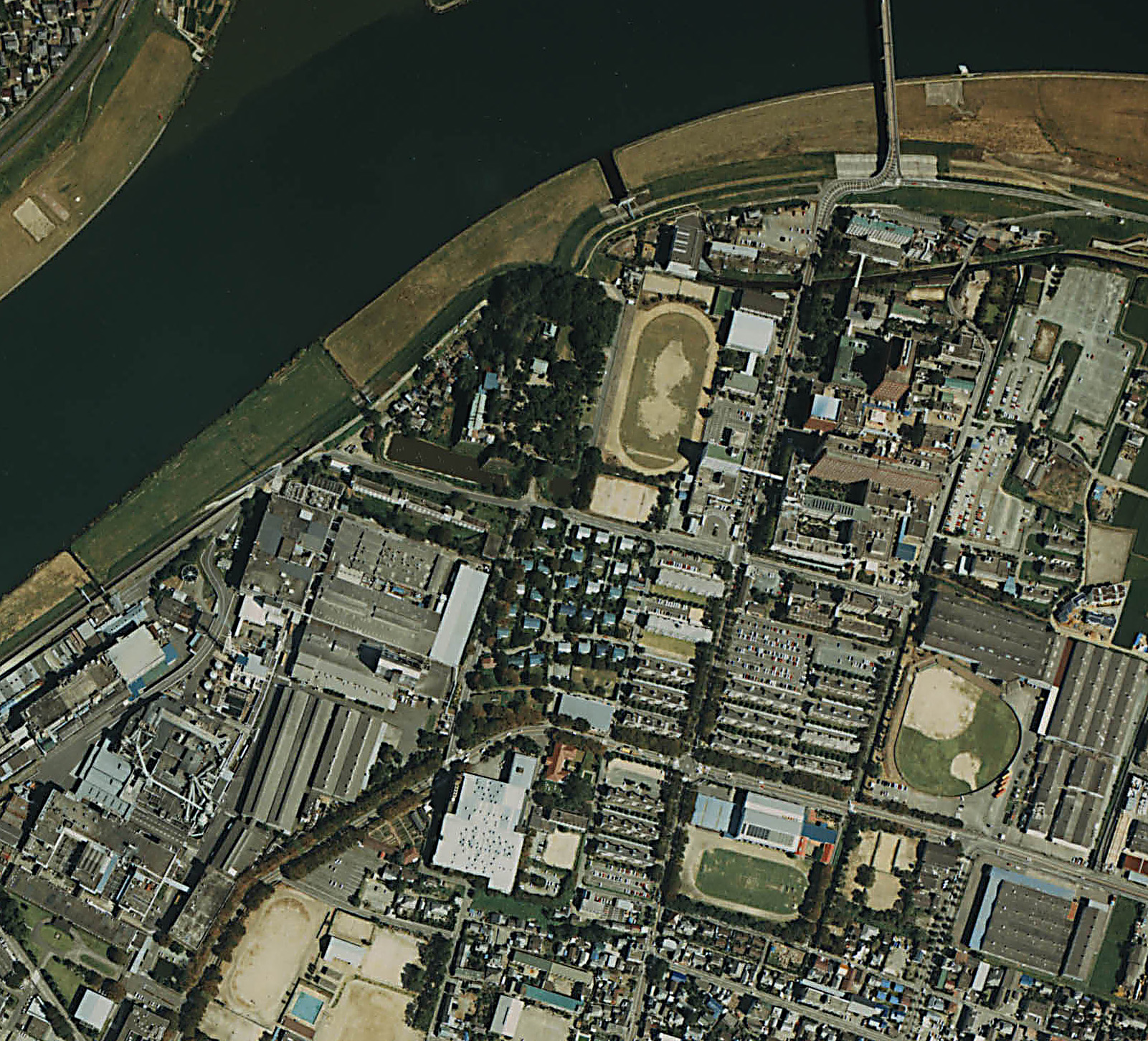
Vista del Castillo de Kurume

El Dominio de Kurume (久留米藩 Kurume-han?) fue un dominio del período Edo, gobernado por el Clan Arima. Se encontraba en la Provincia de Chikugo (actualmente Kurume, Fukuoka).
Los integrantes del Clan Arima se convertirían en vizcondes durante la era Meiji.

## Lista de señores feudales
- Clan Arima 1620-1871 (Fudai; 210,000 koku)

|    | Nombre                      | Posesión  |
| -- | --------------------------- | --------- |
| 1  | Arima Toyouji (有馬豊氏?)   | 1620-1642 |
| 2  | Arima Tadayori (有馬忠頼?)  | 1642-1655 |
| 3  | Arima Yoritoshi (有馬頼利?) | 1655-1668 |
| 4  | Arima Yorimoto (有馬頼元?)  | 1668-1705 |
| 5  | Arima Yorimune (有馬頼旨?)  | 1705-1706 |
| 6  | Arima Norifusa (有馬則維?)  | 1706-1729 |
| 7  | Arima Yoriyuki (有馬頼徸?)  | 1729-1783 |
| 8  | Arima Yoritaka (有馬頼貴?)  | 1784-1812 |
| 9  | Arima Yorinori (有馬頼徳?)  | 1812-1844 |
| 10 | Arima Yoritō (有馬頼永?)    | 1844-1846 |
| 11 | Arima Yorishige (有馬頼咸?) | 1846-1871 |